# Louay Chanko
Louay "Lolo" Chanko, född 29 november 1979 i Qamishli, Syrien, är en svensk-syrisk före detta fotbollsspelare. 

## Klubbkarriär
Chanko, som är av syriansk härkomst, började karriären i Södertälje FF (senare FF Södertälje). Därefter blev det spel i Syrianska FC, och vidare till Allsvenskan med Djurgårdens IF där han tog ett allsvenskt guld 2002. Chanko blev även svensk cupmästare säsongen 2002 genom att avgöra finalen mellan Djurgårdens IF och AIK med sitt golden goal. Han spelade 2003–2005 i Malmö FF och blev allsvensk guldmedaljör även för denna klubb (2004) samt årets idrottare i Skåne.
Sommaren 2005 lämnade Chanko Malmö FF för AEK Aten under omstridda omständigheter. Från MFF-håll hävdades det att han börjat träna med den grekiska klubben utan tillstånd, medan Chanko själv hävdade att han inte gjort något utan godkännande från klubbledningen. Övergångsvillkoren löstes dock i samförstånd. Under hösten 2005 fick Chanko spela derbyt mot Panathinaikos FC. Där gjorde han ett mål på volley från 35 meter.
Chanko spelade i Hammarby IF från augusti 2006 till och med juni 2009 då han flyttade till den danska klubben Aalborg BK, där han återförenades med Magnus Pehrsson. Kontraktet med Aalborg skrevs på tre år.
Efter fem år i Syrianska FC beslutade sig Chanko för att inför säsongen 2017 gå till division 1-klubben Västerås SK. Sommaren 2017 avslutade han sin spelarkarriär och påbörjade istället ett tränaruppdrag i turkiska Eskişehirspor. Inför säsongen 2018 tog Chanko över som huvudtränare i Arameisk-Syrianska IF. I maj 2018 fick han lämna sitt tränaruppdrag. Säsongen 2018 spelade Chanko även en match för Södertälje FF i Division 5. I maj 2019 blev han klar för division 3-klubben Syrianska Eskilstuna IF. Han spelade fem matcher för klubben under säsongen 2019. Följande säsongen spelade Chanko tre matcher och gjorde ett mål.

## Landslagskarriär
I januari 2008 gjorde Chanko svensk landslagsdebut i en match mot Costa Rica. Den 17 maj 2008 efter att han inte hade blivit uttagen ens som reserv i den svenska EM-truppen tillkännagavs det att han skulle byta landslag till Syrien.

## Meriter
- 2 st SM-guld: 2002 (med DIF) och 2004 (med MFF)
- Svenska Cupen: 2002 (med DIF)

## Seriematcher / mål
- 2011–12: 6/0 (i Aalborg BK), per den 19 september 2011
- 2009–10 –– 2010–11: 53/3 (i Aalborg BK)
- 2010–11: 25/0 (i Aalborg BK)
- 2009–10: 28/3 (i Aalborg BK)
- 2009: 12 / 1 (i Hammarby)
- 2008: 24 / 4
- 2007: 24 / 2
- 2006: 11 / 0 (i Hammarby)
- 2005–06: 15 /1 (AEK Aten)
- 2005: 13 / 0 (i Malmö FF)
- 2004: 26 / 0
- 2003: 21 / 2
- 2002: 25 / 5
- 2001: 20 / 5

## Övrigt
Han har också fått en hamburgare uppkallad efter sig, Chankoburgaren.